# Бузлуджа
Вижте пояснителната страница за други значения на Хаджи Димитър.
Вижте пояснителната страница за други значения на Бузлуджа.
Хаджи Димитър (до 29 юни 1942 г. Бузлуджа), по-известен и днес със старото си име Бузлуджа, е исторически скалист връх в Шипченско-Тревненския дял на Централна Стара планина. Висок е 1441 метра. Съставен е от мраморизирани варовици.
На този връх през 1868 г. се сражава четата на Хаджи Димитър, а през 1891 г. се провежда Бузлуджанският конгрес.

## Битка при Бузлуджа
През 1868 г. на историческия връх се сражава четата на Хаджи Димитър с турските войски. След неравен бой четниците са разбити. Битката е повод за написването на прословутите стихове на Христо Ботев от баладата „Хаджи Димитър (балада)“ -
Тоз, който падне в бой за свобода,
той не умира: него жалеят
земя и небо, звяр и природа
и певци песни за него пеят....

## Бузлуджански конгрес
На 2 август 1891 г. Димитър Благоев и други български социалдемократи в подножието на върха тайно провеждат Бузлуджанския конгрес, на който се създава Българската социалдемократическа партия. Конгресът се състои по време на традиционните ежегодни тържества в памет на Хаджи Димитър. Участие вземат около 30 делегати и гости от Търново, Дряново, Габрово, Севлиево, Казанлък, Стара Загора и Сливен.
В чест на това събитие на върха е изграден Дом-паметник на БКП през 1981 г.